# 13509 Guayaquil
13509 Guayaquil este un asteroid din centura principală de asteroizi.

## Descriere
13509 Guayaquil este un asteroid din centura principală de asteroizi. A fost descoperit pe 4 aprilie 1989 la Observatorul La Silla de Eric Walter Elst. Asteroidul prezintă o orbită caracterizată de o semiaxă mare de 2,47 ua, o excentricitate de 0,10 și o înclinație de 4,1° în raport cu ecliptica.